# Olja mot mat-programmet
Olja mot mat-programmet var ett program som inrättades av FN 1996 och som tillät Irak att sälja olja på världsmarknaden i utbyte mot mat, medicin och andra förnödenheter. Det uttalade syftet med programmet var att minska vanliga irakiers lidande under de FN-sanktioner som infördes efter invasionen av Kuwait 1990, utan att samtidigt låta landet återuppbygga sin militär. Det gjorde paus under Irakkriget 2003 och avslutades i november samma år. Omkring 60 procent av Iraks drygt 27 miljoner invånare var tidigare beroende av programmet.
Programmets anseende har i efterhand skadats svårt av de korruptionsskandaler som skett inom ramen för programmet. I april 2004 tvingades FN:s generalsekreterare Kofi Annan att tillsätta en oberoende granskning av programmet, ledd av förre chefen för amerikanska Federal Reserve System Paul Volcker. Den 3 februari 2005 presenterade Volcker sin första delrapport.